# David García Rubio
David García Rubio (Logroño, 1981), es compositor español.
Tras incursiones en teatro y cortometrajes, en 2008 su nombre saltó a los medios locales por su estreno de "El Sitio de Logroño" en las fiestas de San Bernabé. 
Se trata de un poema sinfónico para orquesta, coro y tenor solista interpretado por la Orquesta Sinfónica del Conservatorio de La Rioja, el Coro Joven San Ignacio y el tenor Miguel Olano, bajo la dirección de Jesús Ubis. Se volvió a interpretar en años posteriores. Desde entonces ha realizado diversos trabajos.

## Trayectoria musical
2013:
- “Cubiertos de Arte”. Gritoentokyo/Ayuntamiento de Logroño. Logroño. Publicidad.

2012:
- “Logroño en Movimiento”. Gritoentokyo. Logroño. Cortometraje-Timelapse.
- “Pequeña Nana”. Independiente
- “Kamro”. Independiente.

2011:
- “En Ti”. Gritoentokyo. Logroño. Cortometraje.
- “Parejas”. Gritoentokyo. Logroño. Cortometraje.
- “Chiquifolk”. Gobierno de La Rioja. Logroño. Infantil.

2010:
- Himno “Ciudad de Logroño”. Independiente.
  - Campaña del Gobierno de La Rioja. Logroño. Publicidad
  - Campaña del 112. Logroño. Publicidad.

2009:
- “Contrastes II”. Independiente.
- “Nana para Saquito”. Independiente.

2008:
- “Etno” Fideles. Villancico.
- “El Sitio de Logroño”. Independiente. (ESTRENO)
- “Contrastes I”. Independiente. (ESTRENO)

2007:
- “Contrastes I”. Independiente.
- “IES Virgen de la Paz”. Madrid. Publicidad.

2006:
- “The Shadow / La sombra”. Álvaro Macías. ACAUR. Logroño. Cortometraje.

2005:
- “Ángulo Muerto”. Eduardo Torallas. ECAM. Madrid. Cortometraje.
- “Es Navidad”. Coro Jorbalán. Logroño. Villancico.

2003:
- “No es tan fácil”. Grupo Ombú. Logroño. Teatro.
- “Vamos todos a Jugar / El Ogro Ñes”. C.D. Logroñés. Logroño. Infantil.
- “Cabeza de Avestruz”. José Julio Pérez Ochagavía. Logroño. Cortometraje.

2002:
- “La Ratonera”. Grupo Ombú. Logroño. Teatro.